# Fitchburg (Massachusetts)
Fitchburg es una ciudad ubicada en el condado de Worcester en el estado estadounidense de Massachusetts. En el Censo de 2010 tenía una población de 40.318 habitantes y una densidad poblacional de 553,67 personas por km².

## Geografía
Fitchburg se encuentra ubicada en las coordenadas 42°36′7″N 71°48′57″O / 42.60194, -71.81583. Según la Oficina del Censo de los Estados Unidos, Fitchburg tiene una superficie total de 72,82 km², de la cual 72,07 km² corresponden a tierra firme y (1,02%) 0,75 km² es agua.

## Demografía
Según el censo de 2010, había 40.318 personas residiendo en Fitchburg. La densidad de población era de 553,67 hab./km². De los 40.318 habitantes, Fitchburg estaba compuesto por el 78,2% blancos, el 5,08% eran afroamericanos, el 0,33% eran amerindios, el 3,63% eran asiáticos, el 0,03% eran isleños del Pacífico, el 9,07% eran de otras razas y el 3,65% pertenecían a dos o más razas. Del total de la población el 21,65% eran hispanos o latinos de cualquier raza.